# یوشیهیکو اوساکی
یوشیهیکو اوساکی (انگلیسی: Yoshihiko Osaki; ۲۷ فوریهٔ ۱۹۳۹ – ۲۸ آوریل ۲۰۱۵) شناگر اهل ژاپن بود.
وی در مسابقات کشوری و بین‌المللی در مجموع برندهٔ ۱ مدال نقره، ۱ مدال برنز شده‌است.